# Kruissompuzzel

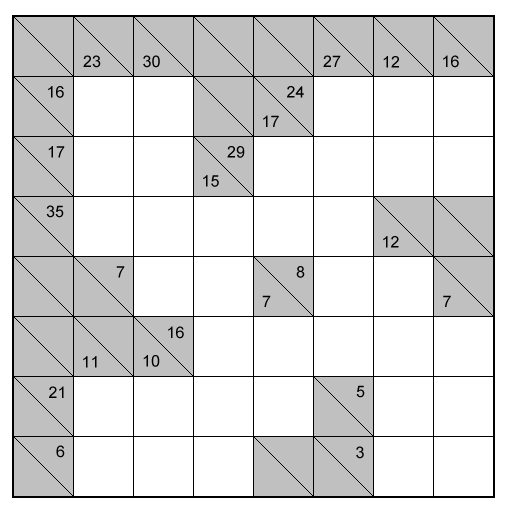
Een voorbeeld van een kruissompuzzel

Een kruissompuzzel of Kakuro is de wiskundige versie van een kruiswoordpuzzel. In Japan, waar de puzzel bekend is onder de naam Kakuro (カックロ) of ook Kakro, is de puzzel mateloos populair en doet hij in populariteit alleen onder voor sudoku. De puzzel stond geregeld in het puzzelblad Breinbrekers.

## Regels
Een typische kruissompuzzel bestaat uit een veld van 16 bij 16 vakjes waarvan, net als bij een kruiswoordpuzzel, de witte vakjes moeten worden ingevuld. De gezochte 'woorden' bestaan echter niet uit letters maar uit cijfers, vandaar dat ze 'sommen' worden genoemd. Voor een som mogen de cijfers van 1 tot en met 9 worden gebruikt. Een cijfer mag niet vaker dan één keer in een som voorkomen.
De omschrijvingen bij kruissompuzzels zijn getallen. Ze geven aan wat de uitkomst is wanneer je de cijfers waaruit de som bestaat bij elkaar optelt.
De vakjes die bij kruiswoordpuzzels meestal zwart zijn, zijn bij kruissompuzzels voorzien van een diagonale lijn. De omschrijvingen staan in deze 'zwarte' vakjes vermeld. Onder de diagonale lijn staat de omschrijving van een som die verticaal moet worden ingevuld, te beginnen in het vakje onder de omschrijving. Boven de diagonale lijn staan omschrijvingen voor horizontale sommen, te beginnen rechts van de omschrijving. Dit is dus vergelijkbaar met een Zweedse puzzel.
In discussies over kruissompuzzels wordt vaak gesproken op de volgende beknopte manier: "(aanwijzing; in cijfers)-in-(het aantal vakjes die tezamen de som vormen; voluit)". Een som die gevormd wordt door drie vakjes en waarvan de aanwijzing 23 is heet dan 23-in-drie.

## Oplostechnieken
Hoewel een kruissompuzzel door brutekrachtgokken opgelost kan worden is de puzzel met andere technieken sneller oplosbaar. Een goed startpunt is op zoek te gaan naar Kakro-sommen (zie onder). Daar waar de rij en kolom van twee Kakro-sommen elkaar snijden kan vaak het gemeenschappelijke vakje eenvoudig afgeleid worden. In het geval dat 16-in-twee (7+9) en 23-in-drie elkaar snijden (6+8+9) kan op de plaats van het gemeenschappelijke vakje alleen maar 9 ingevuld worden.

## Kakro-sommen
Kakro-sommen zijn sommen waar maar één mogelijke combinatie van getallen geldig is. 4-in-twee is een voorbeeld van een dergelijke som: alleen de getallen 1 en 3 maken samen 4. De plaatsing van de getallen in de vakjes is natuurlijk wel vrij.
Merk op dat vanwege de eis dat getallen in een som niet gedupliceerd mogen worden 2 + 2 in 4-in-twee niet mogelijk is.
In onderstaande tabel staan alle mogelijke Kakro-sommen. Merk op dat de sommen in paren voorkomen, want als bijvoorbeeld '1+2+4' een som is voor 7-in-drie, dan is (10-1)+(10-2)+(10-4) de som voor (30-7)-in-drie. Deze paren zijn in de tabel naast elkaar gezet. De laatste twee (40-in-acht en 45-in-negen) zijn paar van zichzelf.
| 2 | 3  | 1+2               | 17 | 8+9             |
| 2 | 4  | 1+3               | 16 | 7+9             |
| 3 | 6  | 1+2+3             | 24 | 7+8+9           |
| 3 | 7  | 1+2+4             | 23 | 6+8+9           |
| 4 | 10 | 1+2+3+4           | 30 | 6+7+8+9         |
| 4 | 11 | 1+2+3+5           | 29 | 5+7+8+9         |
| 5 | 15 | 1+2+3+4+5         | 35 | 5+6+7+8+9       |
| 5 | 16 | 1+2+3+4+6         | 34 | 4+6+7+8+9       |
| 6 | 21 | 1+2+3+4+5+6       | 39 | 4+5+6+7+8+9     |
| 6 | 22 | 1+2+3+4+5+7       | 38 | 3+5+6+7+8+9     |
| 7 | 28 | 1+2+3+4+5+6+7     | 42 | 3+4+5+6+7+8+9   |
| 7 | 29 | 1+2+3+4+5+6+8     | 41 | 2+4+5+6+7+8+9   |
| 8 | 36 | 1+2+3+4+5+6+7+8   | 44 | 2+3+4+5+6+7+8+9 |
| 8 | 37 | 1+2+3+4+5+6+7+9   | 43 | 1+3+4+5+6+7+8+9 |
| 8 | 38 | 1+2+3+4+5+6+8+9   | 42 | 1+2+4+5+6+7+8+9 |
| 8 | 39 | 1+2+3+4+5+7+8+9   | 41 | 1+2+3+5+6+7+8+9 |
| 8 | 40 | 1+2+3+4+6+7+8+9   |    |                 |
| 9 | 45 | 1+2+3+4+5+6+7+8+9 |    |                 |

## Denkvoorbeelden
Dit is afkomstig van de Japanse Wikipedia.
Er zijn patronen die men met behulp van bovenstaande Kakro-sommen geheel of gedeeltelijk kan oplossen:
|    | 4↓ |   |
| 3→ | ○  | □ |
|    | □  |   |

|     | 16↓ |   |   |
| 23→ | ○   | □ | □ |
|     | □   |   |   |

|     | 4↓ |   |
| 11→ | ○  | □ |
|     | □  |   |

|     | 16↓ |   |
| 14→ | ○   | □ |
|     | □   |   |

1. Omdat 3 en 4 maar op een manier in twee delen gesplitst mag worden kan de 1 slechts in ○ worden geplaatst.
2. Het idee van 1 oppakkend kan de 9 slechts in ○ staan.
3. Als men de 1 in ○ zou plaatsen, dan heeft de 11 een 10 nodig en dat is verboden, dus de 3 moet in ○ komen te staan.
4. Waar moet de 7 (van 7 + 9 = 16) komen? Niet in het ○, omdat 14 niet als 7 + 7 mag worden geschreven.